# Agrochola borealis
Agrochola borealis är en fjärilsart som beskrevs av Sparre-schneider 1882. Agrochola borealis ingår i släktet Agrochola och familjen nattflyn. Inga underarter finns listade i Catalogue of Life.